# DVG GT 10 NC-DU
Der GT 10 NC-DU ist ein zehnachsiger Triebwagentyp der Straßenbahn der Duisburger Verkehrsgesellschaft (DVG). Ihm zu Grunde liegt die achtachsige Ursprungsausführung GT 8 NC-DU. Dieser Gelenkwagen ist eine für das Duisburger Schienennetz entworfene Spezialanfertigung mit einer geringen Wagenkastenbreite von 2,2 Metern.

## Entwicklung und Geschichte
Zur Inbetriebnahme des Stadtbahntunnels in der Duisburger Innenstadt am 11. Juli 1992 wurde ein neuer Wagentyp benötigt. Die folgenden Grundeigenschaften sollten dabei zum Tragen kommen:
- Zweirichtungsfahrzeug mit Türen auf beiden Wagenseiten
- LZB-fähig
- Wagenkastenbreite nicht größer als 2,2 Meter
- Chopper-Steuerung

Der bereits seit Anfang der 1970er Jahre auf dem Markt erhältliche und bewährte Stadtbahnwagen N8C kam für das Duisburger Netz wegen seiner zu großen Breite von 2,3 Meter nicht in Frage. Der Grund für diese entscheidende Einschränkung lag in dem stellenweise geringen Gleismittenabstand und enger Gleisradien an diversen Stellen (u. a. in Ruhrort zwischen Karlstraße und Tausendfensterhaus entlang der Linie 901).
1984 wurde an die Waggonfabrik DUEWAG in Düsseldorf der Auftrag zum Bau der ersten 14 Fahrzeuge, noch in der ursprünglichen achtachsigen Version, erteilt. Das Aussehen lehnt sich stark an die Stadtbahnwagen des Typs B80C an. Das Fahrzeug verfügt jedoch im Vergleich zu diesen über zwei Gelenke anstatt eines. Um die technischen Eigenschaften dieses Typs schon vorher im täglichen Einsatz testen zu können, wurde ein achtachsiger Gelenkwagen (Wagennummer 1000) aus dem Jahr 1966 nach einem Brandschaden mit einer Chopper-Steuerung versehen, 1994/95 folgte der Umbau zum Zweirichtungswagen mit neuen Stirnfronten. 1996 wurde dieser Wagen mit einem umgebauten GT8-Mittelteil mit Niederflur-Einstieg zum Zehnachser verlängert.
Im Jahr 1986 begann die Auslieferung der ersten Serie der GT 8 NC-DU (Wagennummern 1001–1014). Der Einsatz erfolgte zunächst auf den Linien 901 und 904, seltener auf der Linie 909. Mit der Stilllegung der Schleife Mülheim Rathaus im Jahr 1987 und Umwandlung in eine Stumpfendstelle wurde der Einsatz dieses Zweirichtungswagens auf der Linie 901 obligatorisch. Die Kehranlage am Zoo verlangte dann auch Zweirichtungswagen.
Nach der Eröffnung des Stadtbahntunnels in der Duisburger Innenstadt 1992 wurde das Modell das Standardfahrzeug für die Straßenbahnlinien 901, 902 und 903. Bereits kurze Zeit nach der Umstellung auf den GT 8 NC-DU machten sich massive Kapazitätsprobleme bemerkbar. So entschloss sich die DVG, die mittlerweile auf 45 Fahrzeugen angewachsene Flotte mittels eines Niederflur-Mittelteils zu verlängern.
Der Umbau begann 1996 mit Wagen 1045 und wurde in der Reihenfolge rückwärts bis zum Jahr 1997 durchgeführt. Die Wagenlänge betrug nun 32,64 Meter, die Bezeichnung änderte sich in GT 10 NC-DU (Gelenktriebwagen, 10-achsig, Normalspur, Chopper-Steuerung, Duisburger Sonderanfertigung). Die zulässige Höchstgeschwindigkeit sank durch diesen Umbau auf 60 km/h. Zuvor hatte diese wie bei den übrigen Mitgliedern dieser Fahrzeugfamilie bei 70 km/h gelegen.

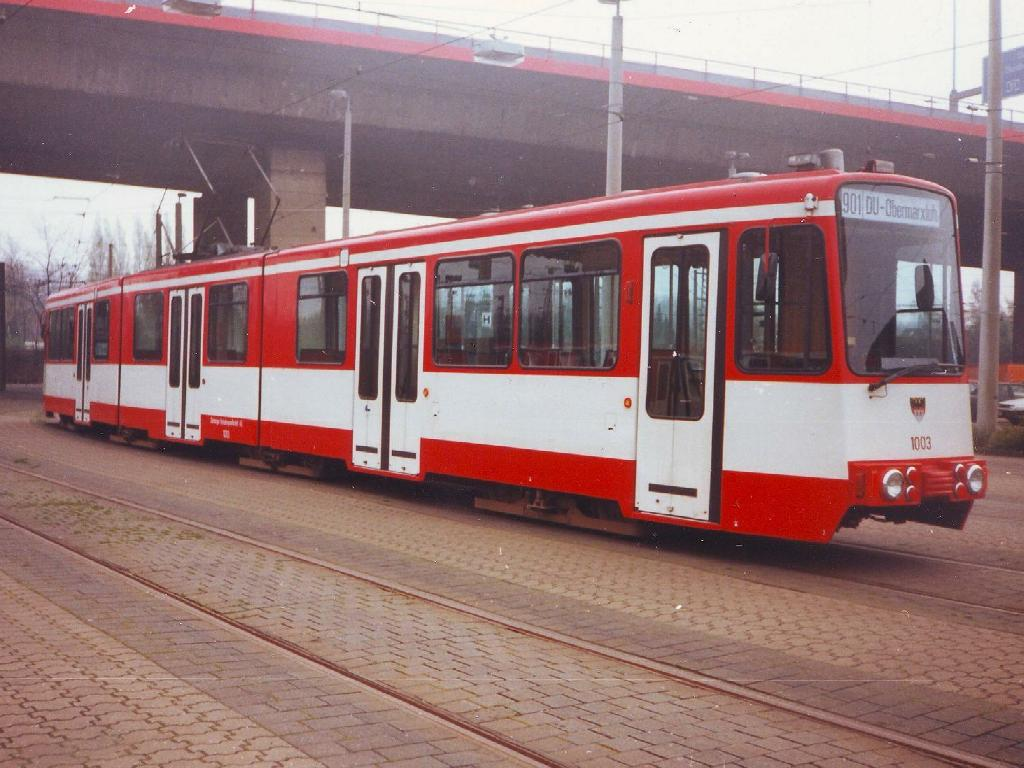
Ursprüngliche Ausführung des GT 8 NC-DU im Herbst 1992 im Betriebshof Grunewald

Auf Grund von Lieferschwierigkeiten des neuen Wagentyps Siemens Combino wurden die Wagen 1001, 1002 und 1003 von 1999 bis 2002 nach Amsterdam ausgeliehen. Dort wurden die Wagen im aktiven Liniendienst der GVB eingesetzt.

## Modifikationen
Neben der bereits erwähnten Erweiterung zum Zehnachser wurden im Laufe der Jahre zahlreiche Umbauten durchgeführt, hier eine nichtchronologische Auswahl:
- Austausch der runden Scheinwerfer gegen quadratische Halogen-Scheinwerfer, sowie der einzelnen, runden Streugläser für Rück- und Bremslicht gegen quadratische LED-Leuchteinheiten (dauert an). Nach und nach wird auch die dritte, auf dem Dach befindliche, weiße Leuchte gegen weiße LED ausgetauscht.
- Matrixanzeigen anstatt Rollbandanzeigen
- Einbau von je einer Sitzbank mit drei Sitzen hinter den Fahrerkabinen
- Digitale Haltestellenzeige im Hoch- und Niederflur-Mittelteil
- Austausch der Kunstledersitze gegen Hartschalensitze (teilweise mit Stoffbezug)
- Videoüberwachung

## Vorhandene Wagen
Stand: August 2025
| Baujahr | In Betrieb                       | Ausgemustert |
| ------- | -------------------------------- | --- |
| 1986    | 1001, 1003–1007, 1010, 1012–1013 | 1002 ausgemustert im Juli 2023, 1008 wegen Korrosionsschäden ausgemustert im Februar 2016, 1009 nach Unfall in Wanheimerort 2020 verschrottet, 1011 ausgemustert seit ?, Wagen 1014 nach Unfall am 14.11.2023 abgestellt und am 4.12.2023 |
| 1988    | 1015, 1018–1025                  | 1016 verschrottet Oktober 2023, 1017 ausgemustert/verschrottet Mai 2020 |
| 1991    | 1026–1034                        | 1035 ausgemustert/verschrottet Juni 2020 |
| 1992    | 1036–1037, 1040                  | 1038 ausgemustert September 2020 – Schulungsfahrzeug bei der Feuerwehr Duisburg Homberg, 1039 verschrottet Mai 2020 |
| 1993    | 1041–1045                        | TW 1043 seit Verkehrsunfall am 24. März 2025 abgestellt |